# 廈門志
《廈門志》是清朝道光十二年（1832年）福建分巡興泉永海防兵備道周凱所總纂成的廈門地方志，分輯諸人為：閩清縣儒學教諭凌翰、辛巳科孝廉方正候選縣知縣陳榮瑞、署福建水師提督中軍參將孫雲鴻、同安縣廩生林焜熿。總校為：壬午科舉人呂世宜。分校諸人為：丁酉科舉人林鶚騰、平和縣監生莊中正、龍溪縣生員楊廷球。
道光十九年（1839年）由泉廈文武人士捐刻刊印，捐刻諸人為：福建分巡興泉永海防兵備道黎攀鏐、福建水師提督軍門陳化成、廈防同知蔣鏞、署廈防同知盧鳳琴、署福建水師提督中軍參將孫雲鴻。
此志緣起於道光十年（1830年）周凱任興泉永道時，適遇重修《福建通志》一事，於是奉檄采訪，因而乘時纂輯成此志。內文記載閩南廈門一帶的政軍民情風俗，以官方角度筆撰，觀點廣博衡平。全志共16卷，志內列《圖、略、考、表、傳、記、志》總目七，分隸各卷內文，由卷一的圖載到卷十六的舊事志。末有“附載”二：一為吳德旋撰《福建臺灣道周公墓誌銘》、二為《公祭周芸止先生文》。

## 刊本
《廈門志》版本有：道光十九年（1839年）福建的玉屏書院刊本“16卷”。

## 廈門志目錄導引
1. 卷一、圖載：廈門圖，御碑亭圖（附：宸翰），萬壽宮圖，朝天宮圖（附：匾額），風神廟朝宗宮圖（附：匾額），玉屏書院圖，紫陽書院圖。
2. 卷二、分域略：沿革，形勢，山川（寺觀、古蹟、石刻附），都圖，街市（墟集附），塘埭，津澳，舖遞，官署，書院，倉廒，祠廟，坊表，墳墓（附）義塚，（附）育英堂。
3. 卷三、兵制考：歷代建制，職官裁設，兵額裁設，汛防，會哨，操演，班兵，官俸，兵餉，優卹，馬匹，戰船，軍器。
4. 卷四、防海略：建置，汛口，汛地，砲台，島嶼港澳（附：潮信、風信、占驗、台澎海道考、南洋海道考、北洋海道考）。
5. 卷五、船政略：戰船，商船，漁船，小船，洋船，番船。
6. 卷六、台運略：額數，配運，專運。
7. 卷七、關賦略：海關，戶口，田賦，鹽課，地稅，船稅，漁課，渡稅。
8. 卷八、番市略：東洋，東南洋，南洋，西南洋。
9. 卷九、藝文略：書目，疏，咨，論，議，書，記，序，志銘，詩。
10. 卷十、職官表：明職官，國朝職官（一），國朝職官（二），歷代職官。
11. 卷十一、選舉表：宋選舉，明選舉，國朝選舉，（附）國朝封爵。
12. 卷十二、列傳（上）：宦績，武功，忠烈，孝友。
13. 卷十三、列傳（下）：義行，文學，隱逸，寓賢，方技，方外。
14. 卷十四、列女傳。
15. 卷十五、風俗記：歲時，俗尚。
16. 卷十六、舊事志：紀兵，叢談。

- 《附載》二：吳德旋撰《福建臺灣道周公墓誌銘》，及《公祭周芸止先生文》。

## 外部連結
- 中央研究院漢籍電子文獻 （页面存档备份，存于）
- 中央研究院歷史語言研究所 （页面存档备份，存于）